# Château de Christinehof
Le château de Christinehof (en suédois Christinehofs slott) est situé dans la commune de Tomelilla dans le comté de Scanie.
Il a été construit entre 1737 et 1740 dans le style baroque allemand, par sa propriétaire de l'époque, la comtesse Christina Piper (en).